# Universitat de Kisangani
La Universitat de Kisangani (UNIKIS) es troba a la ciutat de Kisangani, a la República Democràtica del Congo. Va ser fundada el 1963 per missioners protestants com a Universitat del Congo; es va transformar en part de la Universitat Nacional del Zaire el 1971, i el 1981 es va separar de la Universitat Nacional, juntament amb la Universitat de Kinshasa i la Universitat de Lubumbashi, assumint la seva identitat pròpia com a Universitat de Kisangani. El seu president és Toengaho Lokundo.
La Universitat de Kisangani es va fundar el 1963, impulsada pel Consell protestant Congo, una coalició d'esglésies protestants que operen al Congo. El nom original de la universitat va ser la Universitat del Congo, i es va iniciar amb 50 estudiants i professors de temps complet. Els primers crítics van acusar als fundadors, un petit grup de missioners protestants nord-americans, de tractar de crear un contrapès a la influència belga i l'Església Catòlica en el nou país. La universitat va rebre fons de diversos grups protestants, però el nou govern congolès i els governs d'Alemanya Occidental i els Països Baixos també hi van contribuir.